# Tetraponera angusta
Tetraponera angusta é uma espécie de formiga do gênero Tetraponera, pertencente à subfamília Pseudomyrmecinae.